# 홍콩 FC
홍콩 FC(영어: Hong Kong Football Club, 약칭 HKFC) 또는 홍콩 축구회(중국어: 香港足球會)는 1886년에 창단된 홍콩의 축구 클럽으로, 현재 홍콩 1부 리그에서 활동하고 있다. 홍콩 FC는 축구 팀과 럭비 팀을 운영하고 있으며 2009–10 홍콩 2부 리그에서 1위를 차지, 홍콩 1부 리그로 승격되었다.

## 성적
- 홍콩 1부 리그
  - 우승 (1): 1919–20
- 홍콩 2부 리그
  - 우승 (13): 1972–73, 1976–77, 1978–79, 1985–86, 1987–88, 1992–93, 1994–95, 1997–98, 1998–99, 2000–01, 2004–05, 2005–06, 2009–10
- 홍콩 3부 리그
  - 우승 (2): 1978–79, 1986–87
- 홍콩 시니어 챌린지 쉴드
  - 우승 (5): 1898–99, 1907–08, 1915–16, 1918–19, 1921–22